# ATI FireMV
FireMV est une série de cartes vidéo ATi 2D utilisées dans le domaine du multi-écrans, avec des capacités 3D identiques à celles des produits graphiques Radeon bas de gamme. Elle est en concurrence directe avec les cartes vidéo professionnelles Matrox. Les cartes FireMV sont destinées aux entreprises qui ont besoin de plusieurs écrans connectés à un seul ordinateur. Les cartes FireMV ont des options de double GPU avec un total de quatre sorties d’affichage via un connecteur VHDCI (en), ou un seul GPU avec un total de deux sorties d’affichage via un connecteur DMS-59.
Des cartes FireMV sont disponibles pour les interfaces PCI et PCI Express.
Bien que celles-ci soient commercialisées par ATI principalement sous forme de cartes 2D, les cartes FireMV 2250 prennent en charge OpenGL 2.0 car elles sont basées sur le GPU RV516 de la série de cartes graphiques Radeon X1000 sortie en 2005,.
La FireMV 2260 est la première carte vidéo à prendre en charge une double sortie DisplayPort sur le marché des cartes graphiques 2D pour stations de travail, avec la prise en charge de DirectX 10.1.

## Tableau des modèles
| Configuration           | Sortie double          | Sortie double                | Sortie quadruple       | Sortie quadruple             |
| Configuration           | FireMV 2260 Multi-View | FireMV 2270 Multi-View       | FireMV 2450 Multi-View | FireMV 2460 Multi-View       |
| ----------------------- | ---------------------- | ---------------------------- | ---------------------- | ---------------------------- |
| Sorties d'affichage     | double DisplayPort     | double DisplayPort, DVI, VGA | quadruple DVI et VGA   | quadruple DisplayPort et DVI |
| Connecteurs d'affichage | 2 × DisplayPort        | DMS-59                       | 2 × VHDCI (en)         | 4 × Mini DisplayPort         |
| Mémoire graphique       | 256 Mo                 | 512 Mo ou 1 Go               | 512 Mo                 | 512 Mo                       |
| Résolution max          | 2560×1600              | 2560×1600                    | 1920×1200              | 2560×1600                    |